# Pôle média de la Belle de Mai
Le Pôle média de la Belle de Mai est un bâtiment de Marseille consacré aux activités de l’image, du son et du multimédia dans le quartier de la Belle de Mai.

## Histoire
Il est situé dans un ancien bâtiment de la Manufacture des tabacs de Marseille. Aujourd'hui réhabilitée, l'ensemble a donné lieu à 3 îlots distincts : 
- Pôle Patrimoine (Centre Interdisciplinaire de Conservation et Restauration du Patrimoine, Archives Municipales, Réserve des Musées de Marseille, Cabinet des médailles et monnaies de Marseille et de l’INA-antenne Méditerranée)[1]
- Pôle média
- Friche Belle de Mai

Celui-ci a été inauguré en 2004 avec la volonté d'un lieu central consacré à tous les métiers issus de l'univers des médias (diffuseurs, production, écriture etc.).
Il est desservi par les     (côté Rue Jobin).

## Occupation du site
Le pôle média a accueilli divers tournages dont notamment pendant de nombreuses années :
- le feuilleton de France 3 Plus belle la vie[3] ;
- une partie des tournages de la suite diffusée sur TF1 Plus belle la vie encore plus belle[4] ;
- le siège et les studios de la chaîne d'informations locale LCM [5].

## Projets actuels

### 2004-2021
Depuis son ouverture en 2004, le Pôle Média de la Belle de Mai à Marseille a connu plusieurs évolutions :
- Le site accueille une cinquantaine d'entreprises de l'audiovisuel, du numérique et du transmédia, des plateaux de tournage et un incubateur national dédié aux industries numériques (l’Incubateur Belle de Mai).
- Un premier axe d’évolution a été la création d’une pépinière d’entreprises, l’arrivée de deux écoles de cinéma (Cinémagis et Kourtrajmé[6]) et la modernisation progressive des plateaux de tournage[7].
- Dès les années 2010, le site possède des connexions renforcées avec la Friche de la Belle de Mai, les Archives municipales et d’autres pôles culturels du secteur.

### 2021-Aujourd'hui
- La Ville de Marseille a inscrit la modernisation du site dans la feuille de route économique 2023-2030, avec de grands travaux prévus : rénovation énergétique, réaménagement des espaces communs, refonte de l’accueil, et ouverture plus large sur le quartier[8].
- Ce projet de modernisation, soutenu par l’État dans le cadre du plan « Marseille en Grand », bénéficie d’un financement conjoint (État, Ville) de plusieurs millions d’euros[9].

Le pôle média s’appuie possède un incubateur, une pépinière d’entreprises et la Maison du digital SNCF.